# Chang'e 4
Chang'e 4 (/tʃɑːŋˈə/; chineză: 嫦娥四号; pinyin: Cháng'é Sìhào; literal: „Chang'e Nr. 4”) este o misiune robotică spațială din cadrul Programului chinez de explorare lunară al CNSA. China a realizat prima aterizare ușoară a umanității pe partea îndepărtată a Lunii, odată cu atingerea acesteia la 3 ianuarie 2019.
Un satelit releu de comunicații, Queqiao, a fost lansat pentru prima dată pe o orbită halo în apropierea punctului L2 Pământ-Lună în mai 2018. Aterizatorul robotic și roverul Yutu-2 (în chineză: 玉兔二号; pinyin: Yùtù Èrhào; lit. „Iepurele de jad nr. 2”) au fost lansați la 7 decembrie 2018 și au intrat pe orbita lunară la 12 decembrie 2018, înainte de a ateriza pe fața invizibilă a Lunii. La 15 ianuarie s-a anunțat că au răsărit semințe în experimentul biologic al modulului de aterizare lunar, fiind primele plante care au răsărit pe Lună. Misiunea este urmarea misiunii Chang'e 3, prima aselenizare chineză pe Lună.
Nava spațială a fost construită inițial ca o navă de rezervă pentru Chang'e 3 și a devenit disponibilă după ce Chang'e 3 a aterizat cu succes în 2013. Configurația lui Chang'e 4 a fost ajustată pentru a îndeplini noi obiective științifice și de performanță. La fel ca predecesorii săi, misiunea poartă numele Chang'e, zeița chineză a Lunii.
În noiembrie 2019, echipa misiunii Chang'e 4 a primit Medalia de Aur din partea Societății Aeronautice Regale. În octombrie 2020, misiunea a primit Premiul Mondial pentru Spațiu din partea Federației Internaționale de Astronautică. În ambele cazuri, a fost pentru prima dată când o misiune chineză a primit astfel de premii.